# Lacul Balhaș
Lacul Balhaș (în kazahă Балқаш көлі, lacul mlaștină) este un lac fără scurgere în stepa uscată din Kazahstan, Asia. Lacul care atinge suprafața de 18.428 km² este situat în bazinul dintre:
1. Pragul Kazahstanului compus din munți (Ulutau 1.565 m) din Asia centrală și
2. Țara celor șapte râuri (rus. Семиречье, Semireciîe, kazah. Жетысу, Jetîsu, kirgiz. Джети-суу, Djeti-suu) o regiune muntoasă cu munții mai importanți ca Tian-Șan și Alataul Djungar cu râurile principale Ili, Karatal, Bien, Aksu, Lepsy, Baskan și Sarkand.

Lacul are o formă de semilună, cu malul sudic neregulat având numeroase insule și peninsule. Mărimea lacului variază după nivelul apei, lacul poate atinge o lungime de 620 km și o adâncime de 26 m, oglinda apei atingând 342 m deasupra n.m.
Adâncimea medie fiind 5,8 m, lacul fiind împărțit în două printr-o zonă de îngustare. 
Partea estică a lacului este foarte sărată, apa având >7% sare, pe când partea vestică este mai dulce cu 0,5-1,5% sare, această îndulcire a apei se datorează afluenților din vest și comunicării reduse dintre partea de est și cea de vest a lacului.
Orașul cel mai apropiat este Balhaș.

## Ecologie
La fel ca lacul Aral, este un lac amenințat de secare, pericol inițiat în anii 1960 de politica greșită a URSS de a iriga suprafețele cultivate cu bumbac cu apă provenită din bazinul hidrografic a râurilor care îl alimentează. În anul 1970 este construit un baraj de hidrocentrală pe râul Ili (suprafața lacului de acumulare Kapceagai fiind de peste 1.800 km²) ce a determinat o scădere cu 2 m a nivelului apei lacului Balhaș, la acestea se adaugă urbanizarea intensă a provinciei chineze Xinjiang, necesarul crescut de apă fiind asigurat de râul Ili, un afluent lacului. Având în vedere relațiile istoricește neprietenoase dintre Kazahstan și China sunt speranțe puține de a se ajunge la o înțelegere, pentru a ameliora starea lacului.